# Siniarzewo
Siniarzewo – wieś w Polsce, położona w województwie kujawsko-pomorskim, w powiecie aleksandrowskim, w gminie Zakrzewo, przy drodze wojewódzkiej nr 252.

## Podział administracyjny
W latach 1954–1961 wieś należała i była siedzibą władz gromady Siniarzewo, po jej zniesieniu w gromadzie Zakrzewo. W latach 1975–1998 miejscowość administracyjnie należała do województwa włocławskiego. Wieś sołecka.

## Demografia
Według Narodowego Spisu Powszechnego (III 2011 r.) liczyło 341 mieszkańców. Jest drugą co do wielkości miejscowością gminy Zakrzewo.

## Prehistoria
W miejscowości (przy okazji budowy gazociągu tranzytowego Jamał-Europa) odkryto neolityczne osady długich domów datowane na okres około 5000 lat p.n.e. Podobne znaleziska odkryto w Bożejewicach (gmina Strzelno) i Kuczkowie (gmina Zakrzewo).

## Historia
Siniarzewo, dawniej, jeszcze w 1789 r. pisano nazwę Swiniarzewo, wieś, kolonia i folwark nad doliną Bachorzy w powiecie nieszawskim, gminie Bądkowo, parafii Siniarzewo, odległe 14 wiorst (około 14,9 km) od Nieszawy. Kolonia ma 57 mieszkańców i 98 mórg, wieś ma 181 mieszkańców i 707 mórg ziemi dworskiej (461 mórg roli i 122 mórg łąk) i 38 mórg włościańskich. W 1827 r. było 11 domów i 135 mieszkańców.
W końcu XVI w. dziedzic wsi Filip Zakrzewski, najgorliwszy reformator, zabrał grunta plebańskie, kościół ograbił i następnie go zburzył. Dopiero Jan Umiński, dziedzic, wystawił w 1642 r. nowy kościół drewniany pw. św. Jakuba Apostoła, który istnieje do tej pory. Przy kościele dobudowano dwie kaplice. Siniarzewo jako parafia w dekanacie nieszawskim liczyła 730 dusz (według opisu Aleksandra Jelskiego tom X. s.616).

## Zabytki
Według rejestru zabytków NID na listę zabytków wpisany jest park dworski, 2 poł. XVIII w., 1920, nr rej.: A/25 z 3.07.2000.